# Gösta Söderlund
Sven Gösta Hjalmar Söderlund, född 3 augusti 1909 i Njurunda församling, Västernorrlands län, död 17 november 1985 i Falu Kristine församling, Falun, Kopparbergs län, var en svensk tidningsman.

## Biografi
Söderlund, som var son till en fabriksarbetare, genomgick Brunnsviks folkhögskola 1928–30 och LO-skolan på Brunnsvik 1932. Han var medarbetare i Nya Samhället 1937–46, Aftontidningen 1946–52 och chefredaktör för Dala-Demokraten 1952–72. Han var ordförande för Socialdemokratiska pressföreningen 1957–68 och för Mellansvenska pressföreningen 1958–61. Han var sommarpratare i radion den 9 augusti 1973. Han var med och grundade Nya Partiet inför valet 1979.